# Natalino Otto
Natalino Otto, właśc. Natale Codognotto (ur. 24 grudnia 1912 w Sampierdarena (obecnie Genua), zm. 4 października 1969 w Mediolanie) – włoski piosenkarz, aktor i producent muzyczny, popularny w latach 40. i 50., zdobywca 3. miejsca na Festiwalu Piosenki Włoskiej w San Remo w 1954 roku z piosenką „Canto nella valle”. Prekursor swingu we Włoszech. Wraz z żoną Flo Sandon’s tworzył popularny duet piosenkarski.

## Życiorys

### Wczesne lata. Pobyt w Ameryce
Natale Codognotto w młodości pracował jako krawiec, później pobierał lekcje muzyki, po czym zaczął grać w genueńskich zespołach jako perkusista. Przyjąwszy pseudonim artystyczny Natalino Otto w wieku szesnastu lat wyruszył na pokładzie transatlantyku Conte di Savoia za ocean, grając w czasie rejsu na perkusji i okazjonalnie śpiewając. Pracując na pokładach transatlantyków kursujących między Europą i Ameryką, zapoznał się z muzyką amerykańską, w tym jazzem i swingiem. W 1935 roku w Nowym Jorku pewien muzyk jazzowy umożliwił mu występy w radiu.

### Powrót do Włoch
Po dwóch latach pobytu w Ameryce Natalino Otto powrócił do Włoch z płytami i partyturami. Zadebiutował w Abisynii śpiewając dla walczących tam żołnierzy. Po powrocie do ojczyzny zamieszkał w Rzymie, gdzie występował z orkiestrą prowadzoną przez Armando Fragna. W 1937 roku występował dla wczasowiczów we Viareggio razem z orkiestrą Gorni Kramera prezentując publiczności głównie amerykański repertuar, w tym „Stardust” Hoagy Carmichaela (pod włoskim tytułem „Polvere di stelle”), „Mister Paganini” Sama Coslowa („Maestro Paganini”) i „Saint Louis Blues” („La tristezza di San Luigi”).

### Lata 40.
Na przełomie lat 30. i 40. Natalino Otto z powodzeniem lansował amerykańskie covery we włoskich wersjach. W ciągu dekady zyskał sobie pozycję piosenkarza nowoczesnego. Był prekursorem swingu, dzięki czemu dokonał przełomu w ówczesnej we piosence włoskiej. Do jego największych ówczesnych przebojów należą: „Domani la rivedrò”, „Rosamunda”, „Soltanto un bacio”, „Lungo il viale”, „Arriva Cosimo”, „Op op trotta cavallino”, „Il ritmo dell’amore”, „Gioia del ritmo”, „Professor ritmo”, „Mister swing”. Bojkotowany przez państwową rozgłośnię EIAR z powodu swojej nadmiernej pasji dla muzyki amerykańskiej swój sukces niemal w całości zawdzięczał nagraniom. Bezpośrednio po wojnie Natalino Otto dość udanie kontynuował karierę, ale nowe trendy w muzyce amerykańskiej, nadchodzące zza oceanu sprawiły, że jego popularność zaczęła słabnąć.

### Lata 50.
Utrzymał się jednak na scenie muzycznej przez całą dekadę lat 50. Wystąpił w kilku filmach. W 1954 roku zadebiutował na Festiwalu w San Remo, zdobywając w roku następnym 3. miejsce z piosenką „Canto nella valle”; było to jego największe osiągnięcie na tym festiwalu. Poznał piosenkarkę Flo Sandon’s, z którą występował i z którą 2 czerwca 1955 roku ożenił się. W 1956 roku urodziła się im córka, Silvia. Wystąpił jeszcze kilkakrotnie w San Remo, ale zmieniające się gusty i rosnąca pod koniec lat 50. popularność Domenica Modugna sprawiły, że jego osobista sława zaczęła gasnąć. W latach 50. założył rekord wytwórnie fonograficzne: Bolero (pierwszą, która nagrała piosenki Freda Buscaglione) i Telerecord.

### Lata 60.
W latach 60. prezentował swoje stare przeboje w nowych wersjach, nagrywał też nowe piosenki, w tym „Personalità” (przebój Cateriny Valente. W trakcie swojej kariery nagrał ponad 3000 piosenek. Dzięki swojej interpretacji klasyki amerykańskiej został nazwany włoskim „Sinatrą”. W ostatnich latach swego życia poświęcił się sprzedaży płyt w prowadzonym przez siebie niewielkim sklepie. Od czasu do czasu nagrywał nowe piosenki. Kilka z nich nagrał w dialekcie genueńskim i w rytmie bossa-nowy. Kilka miesięcy przed śmiercią rozpoczął poszukiwania swoich starych płyt, które, podobnie jak inne, nie zachowały się. Zamierzał wydać płytę z pierwszymi we Włoszech piosenkami synkopowanymi, ale projekty te przerwała śmierć. 4 października 1969 roku zmarł nagle w Mediolanie na zawał.